# Klaus Wojahn
Klaus Wojahn (* 28. Februar 1935 in Neuhof, Provinz Posen; † 23. August 2021) war ein deutscher Politiker (CDU). Er war von 1994 bis 2003 Abgeordneter im Niedersächsischen Landtag.

## Biografie
Wojahn besuchte die Realschule in Lüneburg und absolvierte danach eine Ausbildung zum Landwirt. Nach dem Besuch verschiedener Fachschulen machte er den Abschluss zum Landwirtschaftsmeister. 
Wojahn trat 1961 in die CDU ein. Von 1968 bis zur Eingemeindung nach Gusborn im Jahre 1972 war er Ratsherr in Quickborn. Von 1972 bis 1991 gehörte er dem Rat der Gemeinde Gusborn an, von 1977 bis 1981 als Bürgermeister. Von 1972 bis 2001 gehörte er ferner dem Rat der Samtgemeinde Dannenberg (Elbe) an, von 1981 bis 1991 als ehrenamtlicher Samtgemeindebürgermeister. Außerdem war er von 1972 bis 2006 und von 2010 bis 2011 Kreistagsabgeordneter im Landkreis Lüchow-Dannenberg, wo er von 1990 bis 1994 CDU-Fraktionsvorsitzender war. Zudem war er von 1981 bis 1991 stellvertretender Landrat des Landkreises Lüchow-Dannenberg. 
Wojahn war von 1994 bis 2003 Abgeordneter im Niedersächsischen Landtag, dem er durch ein Direktmandat im Wahlkreis 61 (Lüchow-Dannenberg) angehörte.